# 221
221 (CCXXI) var ett normalår som började en måndag i den julianska kalendern.

## Händelser

### Juni
- 26 juni – Kejsar Heliogabalus adopterar Alexander Severus som sin arvinge.

### Okänt datum
- Den kinesiske krigsherren och Handynastiättlingen Liu Bei utropar sig själv till kejsare, varvid han etablerar kungariket Shu Han.

## Avlidna
- Gongsun Kang, kinesisk krigsherre i Liaodong och nordvästra Korea